# Las Palmas (Veraguas)
Las Palmas è un comune (corregimiento) della Repubblica di Panama situato nel distretto di Las Palmas, provincia di Veraguas, di cui è capoluogo. Si estende su una superficie di 129 km² e conta una popolazione di 3.106 abitanti (censimento 2010).